# HD 30442
HD 30442，又名BD+63 543，SAO 13291、HR 1527，是一颗恒星，视星等为5.44，位于銀經146.25，銀緯12.16，其B1900.0坐标为赤經4h 42m 43.4s，赤緯+63° 12.16′ 5″。